# 石淵ダム
石淵ダム（いしぶちダム）は、岩手県奥州市、一級河川・北上川水系胆沢（いさわ）川に建設されたダムである。
国土交通省東北地方整備局が管理する国土交通省直轄ダムで、北上川上流改修計画に基づく北上川五大ダム計画の第一弾として建設された、高さ53メートルのダム。日本で最初に施工されたロックフィルダムで、コンクリートで上流部の水を遮る日本では5基しか存在しないコンクリートフェイシングフィルダムの一つ。胆沢川・北上川の治水及び胆沢扇状地への灌漑、水力発電を目的とする多目的ダムであるが、治水・利水機能強化を目的としてダム下流2キロメートルの地点に胆沢ダムが完成し、石淵ダムは水没した。栗駒国定公園内に位置する。

## 地理

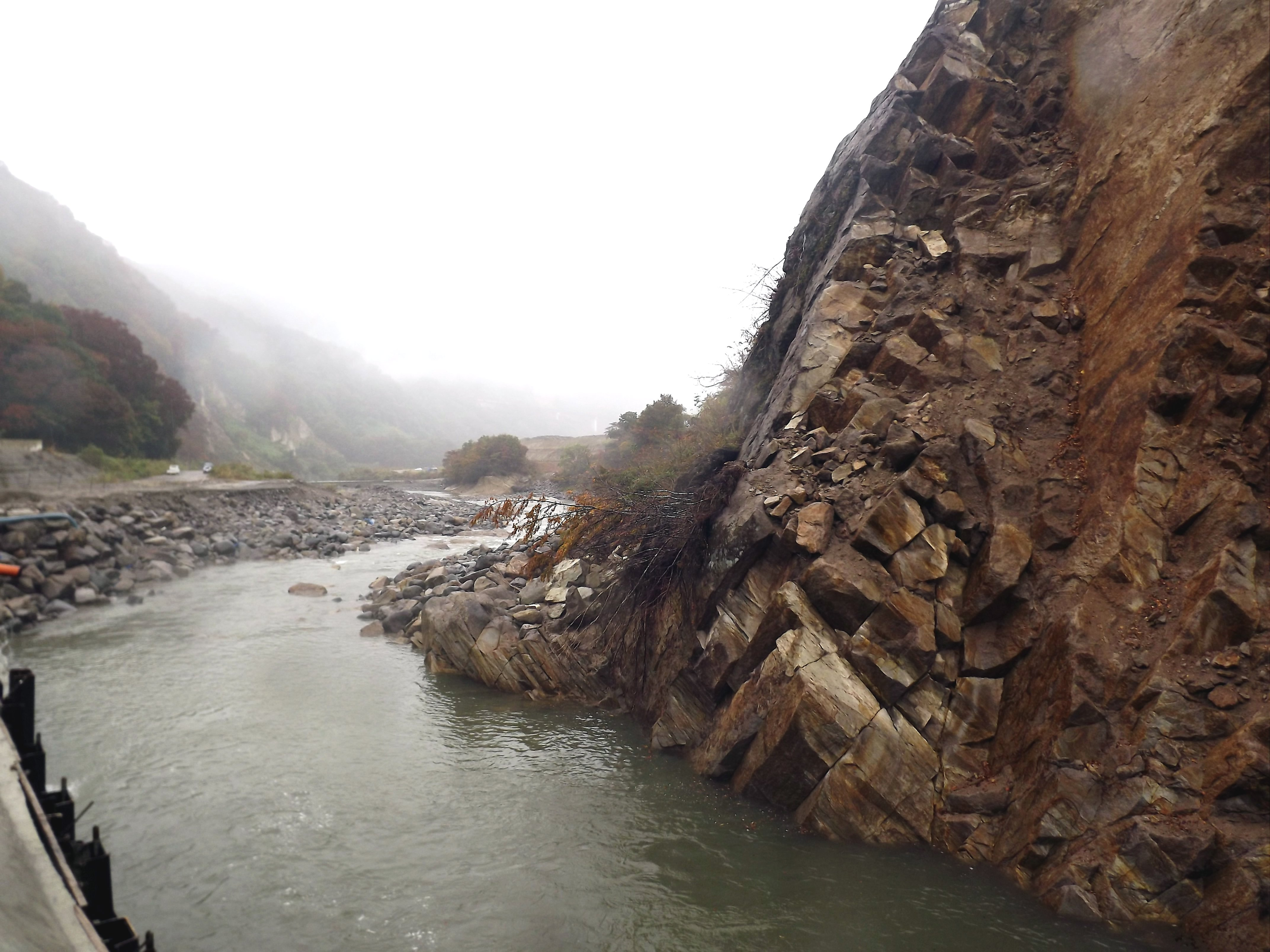
胆沢川上流。柱状節理が発達した渓谷を形成している。

ダムが建設された胆沢川は北上川中流部における主要な支流の一つである。栗駒山系を形成する焼石岳（標高1,548メートル）を水源として東南に流路を取り、ダム地点上流で南西より流れ来る前川を合わせダム地点を通過すると面積約2万ヘクタールにもおよぶ日本最大級の扇状地・胆沢扇状地を形成。以後は概ね北東に流れ、奥州市水沢区において北上川に合流し太平洋へ注ぐ。流路延長は約48キロメートル、流域面積は約320平方キロメートルである。ダムは前川との合流点下流、胆沢扇状地の扇頂部に建設された。

### 名称の由来
ダムの名称である「石淵」はかつてこの一帯が猿岩を始め巨石や巨岩などによって険阻な峡谷が形成されていた所から「石淵野」と呼ばれたことに由来する。また河川名の「胆沢」については諸説があり、アイヌ語で「イ」（それが）・「サワ」（山間の平地）または「エサバ」（酋長のいる所）に由来する説のほか、胆沢扇状地の砂を「イサ」と呼びそれに沢を合体させたとする説、水路を意味する「イ」と窪地を意味する「サワ」を合わせた説などがある。しかし何れも定説になっていない。
なおダムが建設された当時の自治体は胆沢郡若柳村であり、後に胆沢村に合併されさらに胆沢町に町制施行されたが平成の大合併に伴い水沢市、江刺市、胆沢郡前沢町・衣川村と合併して奥州市となり、旧胆沢町域は胆沢区となった（詳細は奥州市を参照）。

## 着工までの経緯

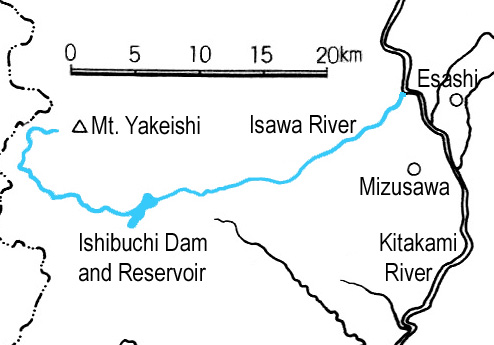
石淵ダム位置図

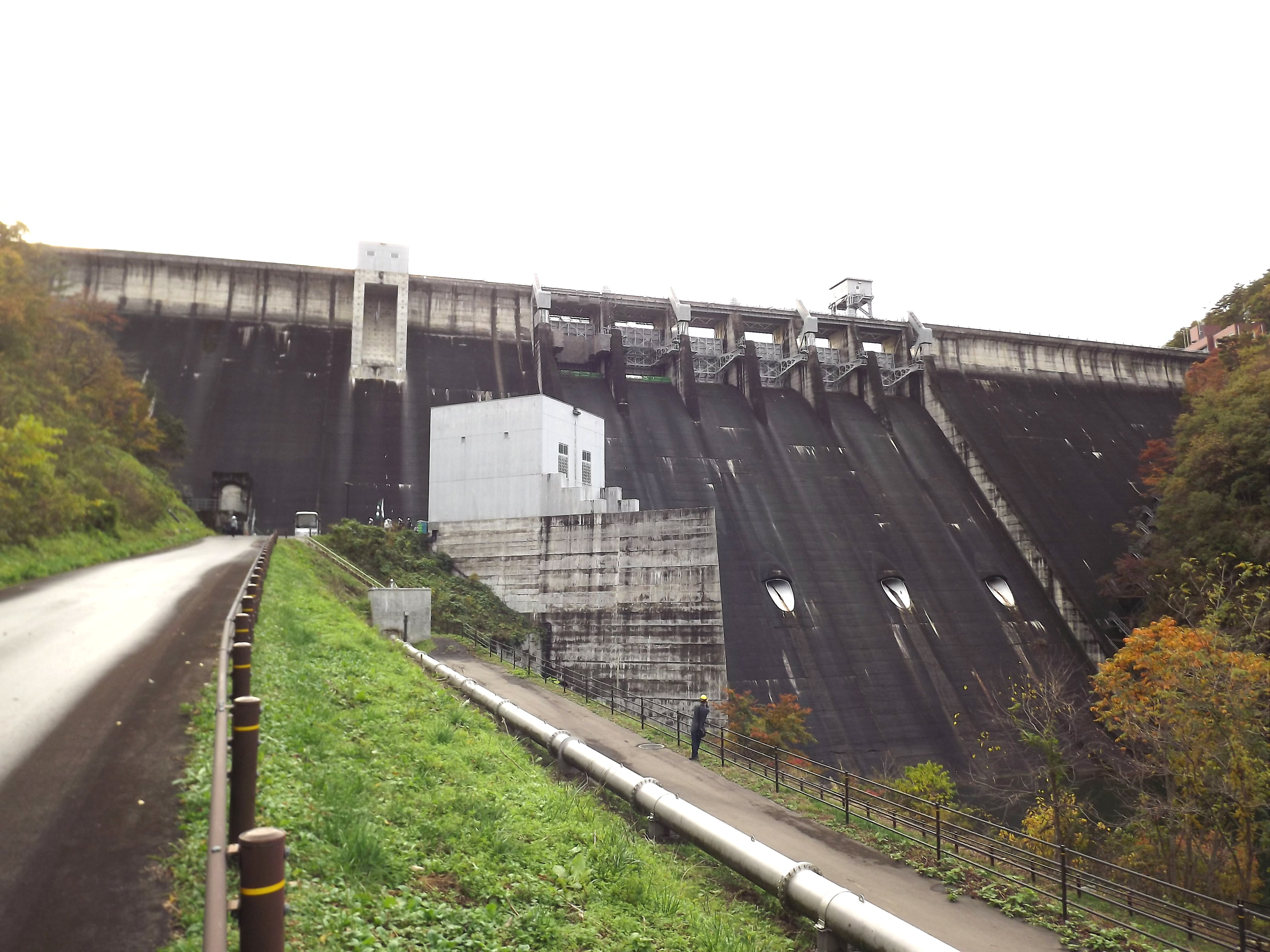
北上川五大ダム計画で最初に着工された田瀬ダム（猿ヶ石川）。完成は石淵ダムの後となった。

東北地方最大の河川である北上川は岩手県・宮城県を主な流域とするが、中流部と下流部の間、岩手県一関市狐禅寺（こぜんじ）から宮城県登米市に至る約27キロメートル区間は急激に川幅が狭くなる。この「狐禅寺狭窄部」の存在と狭窄部より下流における北上川の河川勾配が緩やかなことで、狭窄部より上流部の一関市は慢性的な水害常襲地帯であった。北上川流域面積（10,150平方キロメートル）の7割を占める岩手県内（北上高地や奥羽山脈東側）で大雨が降ると各支流を経て北上川に到達した洪水は一関市に集まる。この一関市狐禅寺におけるピーク時の基本高水流量は毎秒1万3600立方メートルであるが、狭窄部は毎秒6,300立方メートルの流下能力しかない。このため狭窄部で処理し切れない洪水が一関市内に湛水（たんすい）する状態となり、古くより洪水の被害に悩まされていた。根本的な解決法は狭窄部の開削による流下能力の増強であるが、約27キロメートルにもおよぶ狭窄部の開削は非現実的であった。
当時河川行政を管掌していた内務省は北上川水系における治水対策として北上川改修事業を実施。従来宮城県石巻市にて太平洋に注いでいた北上川本流を追波湾側へ付け替える新北上川開削工事を1934年（昭和9年）に完成させ、下流部の流下能力増大を図ったが、一関市以北の北上川上流部における治水対策も急務となっておりこれに対応するため1941年（昭和16年）より北上川上流改修計画を立案した。この計画は従来の北上川改修事業と異なり、東京帝国大学教授・内務省土木試験所所長の物部長穂らが提唱し内務省内務技監であった青山士（あきら）が採用した河水統制事業制度に沿った計画であった。
河水統制事業は河川に多目的ダムを建設し、従来別個に実施していた治水事業と利水事業（灌漑・水力発電など）を統合することで効率的な河川開発を行い流域の開発を促進するというものであり、既に青森県や香川県、山口県、神奈川県といった地方自治体において着手されていた。やや遅れて内務省は北上川を始め琵琶湖を含む淀川、由良川、名取川など日本の主要な河川を国直轄改修河川に指定、多目的ダムによる河川開発を開始した。北上川水系では岩手県内の上流域を対象として、北上川本流と主要な支流である雫石川、和賀川、猿ヶ石川そして胆沢川に多目的ダムを建設して洪水調節を図り、一関市には大規模な遊水池を建設して洪水を貯留することで治水安全度を向上させる計画とした。これに基づき同年には猿ヶ石川に猿ヶ石堰堤（えんてい）、後の田瀬ダムが着工されたが太平洋戦争の激化により資材確保がままならなくなり、1944年（昭和19年）の小磯内閣による決戦非常措置要領の発令もあって事業は中断した。
終戦を迎え日本は極度な食糧不足に陥り、1946年（昭和21年）5月19日の食糧メーデーなど国民の不満が顕著となった。食糧増産が喫緊の課題となった政府は河川開発に関して灌漑施設拡充による食糧増産を目論見、1948年（昭和23年）には国営農業水利事業制度を発足させるなどの対策を講じた。北上川流域は江戸時代より一大穀倉地帯として稲作が盛んであったが北上川本流は松尾鉱山より流出する強酸性の坑内水により河水の酸性度が高く、農業用水には不適当であった。このため支流の河川を開発して灌漑用水を整備して農地拡大を図り食糧を増産する方針が採られ、1945年（昭和20年）より国営事業として山王海ダム（滝名川）の建設が紫波郡で開始された。一方治水に重点を置いていた北上川上流改修事業についても灌漑整備優先の観点から、広大な胆沢扇状地を流域に持つ胆沢川の河川開発が注目されるようになった。
以上の経緯により、戦前より着手されていた田瀬ダムの建設を中断したまま胆沢川上流の多目的ダム計画が優先的に着手された。これが石淵ダムであり胆沢郡若柳村において1945年より内務省直轄事業として建設が開始された。

## 補償
1945年より石淵ダムの建設事業が開始されたが、ダム建設に伴い13世帯が移転を余儀なくされた。しかし補償問題については大きな禍根を移転住民たちに残すことになる。通常、ダム事業を開始するに当たり工事を行う前には水没予定地住民に対する補償交渉を行う。しかし石淵ダムの場合は食糧難解決という差し迫った国情が背景にあった中、工事を開始してから住民への補償交渉を開始するという状態であり、当時の事業者である内務省、後に内務省解体後河川行政を承継した建設省の態度は移転交渉というよりは立ち退き要求に近いものがあった。ダム建設開始当時は日本国憲法の制定前であり、生存権など基本的人権の尊重という概念はまだ浸透していなかった。さらに水源地域対策特別措置法などダム補償に関連する法整備は、ダム事業自体の法整備も未熟であったことから皆無に等しい状況であったことが事業者の冷淡な補償姿勢の背景にある。
水没予定地の住民に対する補償交渉は1950年（昭和25年）10月に妥結された。しかし当時の日本の経済状況は急激なインフレーションの中にあり物価上昇が著しく、最初は高額であった補償金はインフレーションによる物価変動で貨幣価値が激減し住民が満足できる妥結内容ではなくなった。さらに移転後の住民に対する生活再建対策も放置され、結果的にわずかな補償金しか受け取れなかった移転住民は失業の上困窮した生活を強いられ、全財産を喪失した住民も現れた。加えて工事中の住民安全対策も十分ではなく、岩石発破の度に小学校では発破の爆音や振動を恐れた児童たちが机の下へ隠れ、遂には発破によって飛来した岩石が地元女性に直撃して死亡するという事故も発生した。こうした移転住民・地元住民の苦難に対する建設省の報恩意識は欠如しており、1950年秋に行われた定礎式には地元住民が全く招かれず、完成を記念して製作された記録映画にも移転住民への感謝の言葉が一言も挿入されなかった。わずかな補償金では生活が困窮する住民たちは再補償を国に求めたが、最終的に再補償は認められなかった。
石淵ダムにおけるこうした建設省の補償交渉に対する姿勢は、後年批判の対象となった。1963年（昭和38年）に科学技術庁資源局が刊行した『石淵貯水池の水没補償に関する実態報告』には、以下の文言で事業者である建設省の姿勢を厳しく批判している。
また、地元である旧胆沢村が1965年（昭和40年）に発行した『石淵ダムにおける水没補償の実態』においても、建設省の補償姿勢に対して批判を投げかけている。
事業者である国の補償交渉に対する姿勢はこのように多方面から厳しい批判の的となった。一方で内務省仙台土木出張所技官としてダム工事に携わり初代の石淵ダム管理所長となった吉井弥七は、自著『遍歴』の中で石淵ダム補償交渉における国の姿勢に対し忸怩（じくじ）とした思いを記している。この『遍歴』は石淵ダム補償交渉の最中でもある1948年冬の項で中断し、未完のまま記載が終わっている。
石淵ダム建設で移転を余儀なくされた住民は90名を数えるが、内9名は現在建設が進められている胆沢ダムによって再度移転を余儀なくされた。しかし胆沢ダム補償交渉では石淵ダムにおける補償対応の反省もあり、事業者である建設省も地元との交渉を重視して対応。1990年（平成2年）には水源地域対策特別措置法の対象ダムに指定されている。石淵ダム補償交渉にみられる建設省の姿勢は群馬県の藤原ダム（利根川）や秋田県の鎧畑ダム（玉川）などでも見られ地元住民との摩擦を起こしており、遂に熊本県の下筌（しもうけ）ダム（津江川）において蜂の巣城紛争という12年にわたる激しいダム反対闘争として水没住民の不満が爆発した。水源地域対策特別措置法などの水没予定地に対する法整備がなされるのはこれ以降のことであり、北上川・胆沢川流域の治水・利水という大義の下で13世帯90名の移転住民は多大な犠牲を背負った。

## 施工

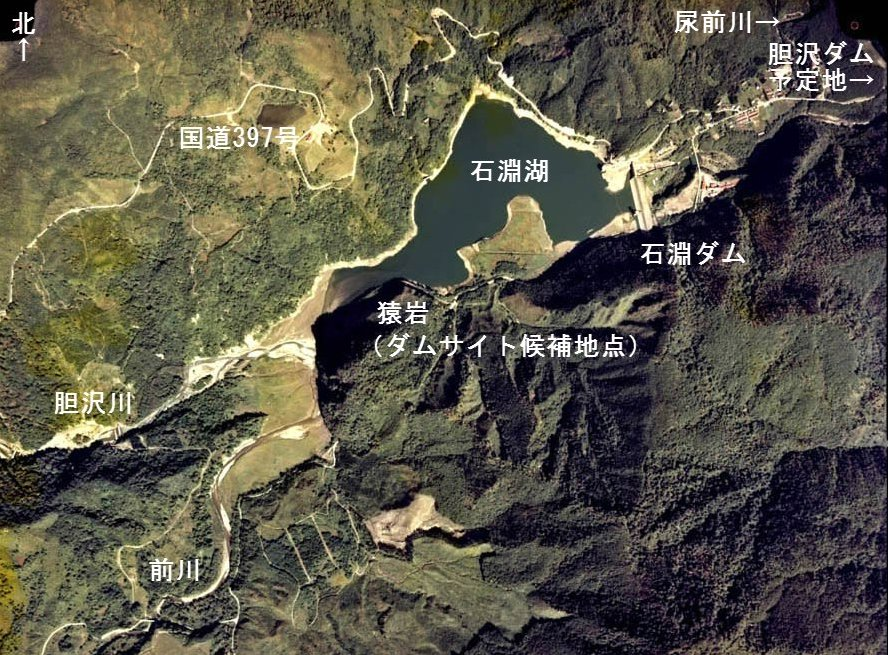
1976年（昭和51年）時点の石淵ダム周辺空撮。胆沢ダムは写真右端の画像が切れた部分に建設されている。

内務省は胆沢川にダムを建設するに当たり、まずは建設可能な地点の選定を試みた。胆沢川は前川合流点までは峡谷を形成するが、尿前（しとまえ）川合流点を通過すると次第に胆沢扇状地が形成される。尿前川合流点より下流の山間部にダムを建設することについては扇状地の構造上、谷が次第に広くなることから当時の土木技術ではダムの長さ（堤頂長）が長くなるため当初設定していたダム本体の規模では貯水量が十分確保できなかったため断念した。一方前川合流点より上流については貯水池を形成できる適地が存在せず、結果前川合流点にある猿岩（後述）地点と現在のダムサイト地点が十分な貯水容量を確保できる好適地として最終候補に挙げられた。続く基礎地盤の調査で猿岩地点ではダム建設に耐えられるだけの地盤の強度が足りなかったが、現在のダムサイト地点では十分な強度を有することが判明したことから、当時の土木技術でダム建設が可能な唯一の建設地点として現地点が決定された。

### 型式変更と投石工法

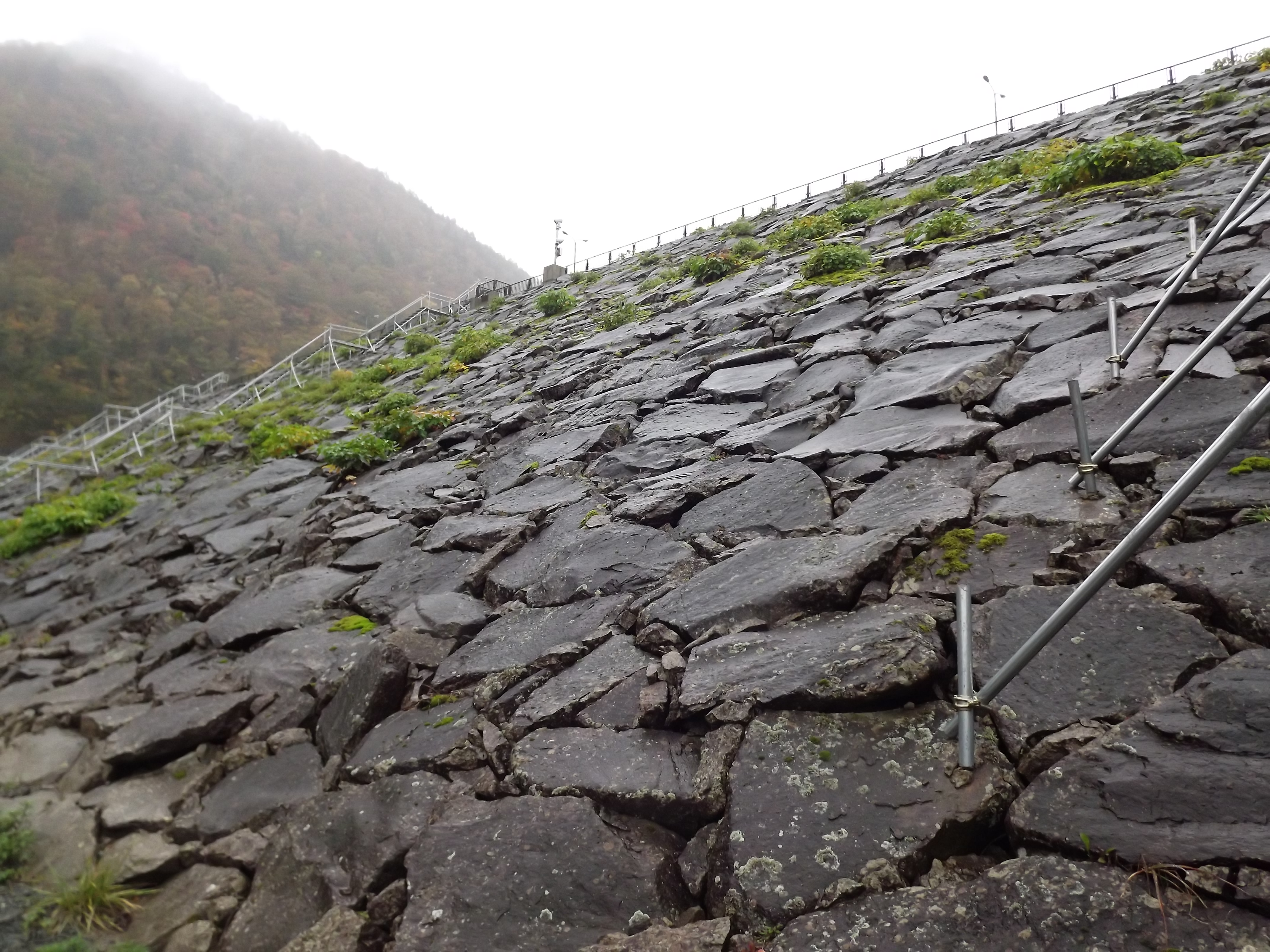
投石工法により盛り立てられた石淵ダムのロックフィル部。

ダム建設地点が決定し、続いて型式の選定が行われた。石淵ダムは北上川上流改修計画の立案当時は重力式コンクリートダムとして計画されていたが、戦後の特殊な事情によって型式の変更を余儀なくされ、結果的に日本では最初となるロックフィルダムの施工となった。重力式コンクリートダムとして建設する場合、石淵ダムの規模で必要となるセメントの量はダム本体だけで約3万7500トンと推計されていた。だが太平洋戦争の影響で1946年当時の日本国内におけるセメント生産量は計画当時（1940年）の約605万トンに対して、6分の1弱に当たる約93万トンにまで減衰しており、その用途も進駐軍用あるいは戦災復興用の資材として優先利用されていたためダム建設に回せるだけの余裕がなかった。また運搬に掛かる輸送費用もダム本体のセメント使用量との費用対効果で比べてコストが極めて割高となり、非経済的である上に国鉄（当時）東北本線水沢駅からダム工事現場までの24キロメートル区間をトラックでピストン輸送することも、ガソリンや車両数の確保の点で困難であった。
一方ロックフィルダムの場合は日本では当時全く施工例がなかったものの、ダム付近の地質が風化に乏しい良質な石英安山岩で、かつ発破により大量の岩石が採取可能で工事現場からも至近距離に位置することからセメント量と輸送コストの節減が期待された。さらにダムを支える基礎地盤は石英粗面岩であり重力式では基礎処理に多大な時間と費用が掛かる反面、ロックフィルダムであれば十分な強度であるため基礎処理も簡易に済む。以上の観点からロックフィルダムが採用され、1946年より日本初のロックフィルダム施工が開始された。
ダムの施工においては、投石工法（投石射水工法）と呼ばれる工法が用いられた。まずダムサイト直上流部にある猿岩がロックフィルダム堤体の材料となる原石山に選定され、これを火薬で爆破して岩石を採取しダム本体工事現場まで輸送。本体予定地に建設した橋の上より岩石を投下して、これを高圧水で締め固めてダム本体を盛り立てる工法である。当初は運搬に用いる蓄電車の稼働が満足ではなく、作業も不慣れであり盛り立て作業の進捗は満足ではなかったが、油圧ショベルや運搬用7トンディーゼルの導入により工程は次第に順調な推移を見せた。1950年5月12日より開始された盛り立て作業は昼夜兼行、厳寒の冬季にも作業が行われ完成するまでの間約37万トンの岩石が投石によって積み上げられた。原石採取のための発破作業は1949年（昭和24年）6月13日から1952年（昭和27年）9月22日まで計12回実施され、使用された火薬の総量は約98トンに及んだ。そのうち1950年に実施された50トンの火薬を用いた砕石爆破の際には、日本国内の地震関係機関が共同で爆破地震動の観測を実施している。盛り立てが終わるころに投石用の橋が撤去され、上流面で水を遮るコンクリート壁の舗装や積み上げ岩石の整理作業が実施され、取水塔・排水塔・洪水吐きなどの設備も順次完成して1953年6月9日にダム本体は完成した。
ダムは着工から完成まで8年の歳月を要し、総事業費13億3600万円（当時）を投じた。戦後の混乱期の事業であったことから資材や建設機械の不足、さらには労働力の不足に絶えず悩まされた。先述した『遍歴』の著者・吉井弥七は石淵ダム建設に従事したが、11月には早くもダム工事現場は時雨に見舞われ、真冬には一晩で1メートル以上の積雪となることもあったという。また従事する労務者の安全管理という概念に乏しい時代で、頭部保護の保安帽を着用する労務者はなく作業着すら統一されていなかった。
さらには労働力不足を補うため刑務所から受刑者が出役して工事に従事した。厳しい環境の中で労務者はどぶろくを飲んだりして英気を養ったが、酒のつまみに死んだウサギを調理して食べた職員が野兎病に罹患するなどのハプニングもあった。こうした厳しい労務環境の中で延べ181万人の労務者が建設に従事し、ダムは完成する。

### 日本初のロックフィルダム施工例

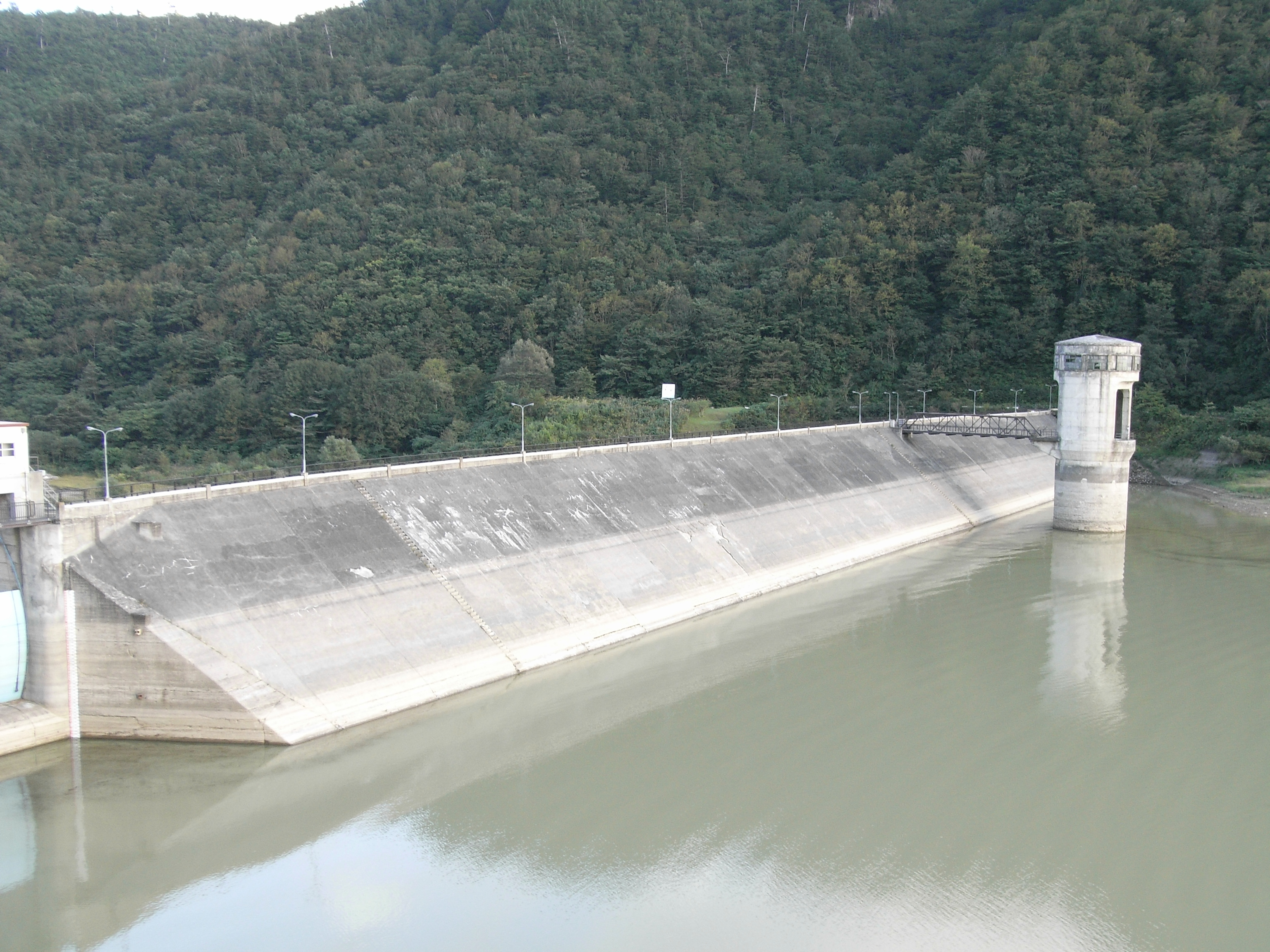
石淵ダムのコンクリート表面遮水壁。

こうして、日本において最初に施工されたロックフィルダムである石淵ダムは完成した。しかし岐阜県が木曽川水系久々利川に建設した小渕防災溜池（小渕ダム）が石淵ダム完成の前年・1952年に完成しており、石淵ダムは完成例において日本で最初になることはできなかった。だが石淵ダムを出発点として日本のロックフィルダム技術は発展し、御母衣ダム（庄川）や九頭竜ダム（九頭竜川）、徳山ダム（揖斐川）などといった大規模ロックフィルダムの建設につながってゆく。
石淵ダムの特徴はダム本体上流部のコンクリート舗装部が貯水を遮り、ダム本体内部への水の浸透を防ぐ遮水壁（しゃすいへき）となっていることである。これをコンクリートフェイシングフィルダムまたはコンクリート表面遮水壁型ロックフィルダムと呼び、英語の頭文字を取ってCFRDと略される。日本では石淵ダム、小渕防災溜池のほか1956年（昭和31年）群馬県に野反（のぞり）ダム（中津川）、1963年には秋田県に皆瀬ダム（皆瀬川）が建設された。しかし当時はロックフィルダムの締め固め技術が現在のように進歩しておらず、本体締め固め不足による不均等な堤体陥没（不等沈下）やクラックと呼ばれるひび割れなどが発生し易く、その対策も未確立だったため皆瀬ダムの完成以降しばらく新規の施工例は無かった。以降日本におけるロックフィルダムの施工は、ダム本体中央部に不透水性の粘土などを用いて遮水壁を形成する中央土質遮水壁型ロックフィルダムが主流になり、胆沢ダムもこの型式を採用している。
しかしロックフィルダム技術の進歩に伴いこれらの問題解決が可能となり、経済性にも優れていることから2004年（平成16年）岡山県の苫田鞍部ダム（吉井川）が41年ぶりに同型式として新規に完成した。なおこの型式は世界的には中国の清江に建設中の水布埡ダム (en) が高さ233メートルと世界一を誇っており、完成例では高さ156メートルの紫坪埔ダム（岷江）などがある。既設のものではブラジルのカンポスノボスダム (en) が202メートルと世界一の高さを有する。

### 地震の影響

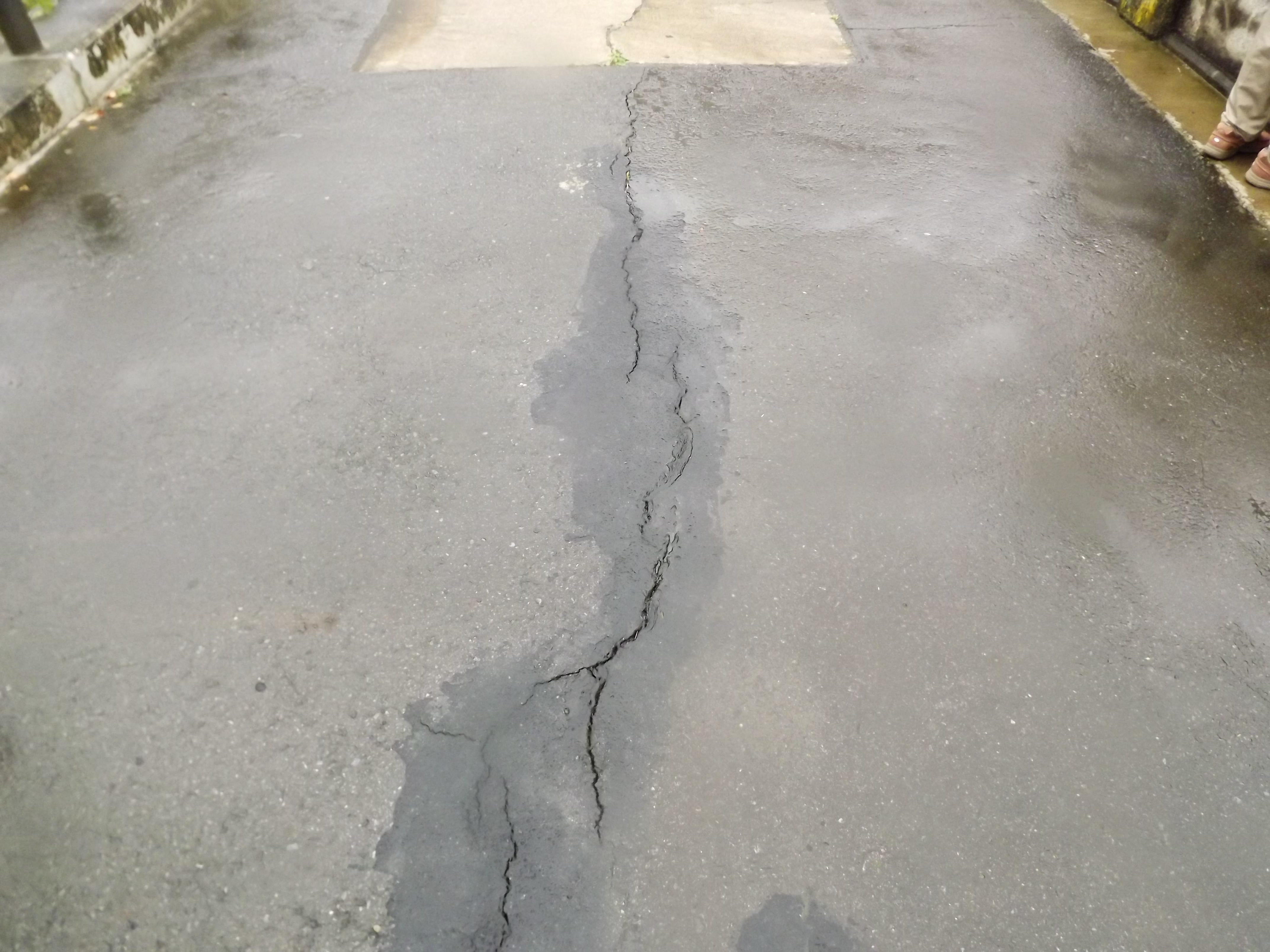
岩手・宮城内陸地震でダム天端に入り、修復された亀裂。

地震が多発する日本において、ダムの地震に対する安全性は特に注意を払うべき問題である。2011年（平成23年）3月11日の東日本大震災で福島県の藤沼ダム（江花川）が決壊し死者を出したが、石淵ダムにおいても過去に地震の直撃を受けている。
1986年（昭和61年）6月27日にはダム付近において直下型地震が発生。ダム地点における震度は5（強震）であったが特段の被害は報告されなかった。しかし、2008年（平成20年）6月14日に宮城県・岩手県を襲った岩手・宮城内陸地震ではダム本体に被害が生じた。この地震では宮城県の荒砥沢ダム（二迫川）の貯水池において大規模な地すべりが発生し湖に大量の土砂が流入、ダム本体には影響が無かったもののダム湖は一度に大量の土砂が流入したため堆砂の被害が甚大となった。一方、石淵ダムにおいてはダム地点で震度7に相当する揺れを記録、ダム本体の加速度は基礎部において最大で2,097ガルを計測した。この地震によりダム本体は天端（てんば）にうねりや亀裂が生じたほか、貯水池周辺のがけ崩れなどが発生した。しかしダム本体における最重要部分となるコンクリート表面遮水壁の損傷は確認されず、潜水士による水中探索においても損傷は確認されなかった。管理する国土交通省東北地方整備局は対策本部を設置し石淵ダムの緊急放流を開始して貯水池の水位を下げ、損傷箇所の修復を行った。修復後貯水を通常の水位まで戻してダムの状態を確認する「安全確認試験」を実施し、異常が認められなかったことから翌2009年（平成21年）1月21日に通常の管理体制に戻した。藤沼ダム決壊を引き起こした東日本大震災では天端に亀裂が生じたものの岩手・宮城内陸地震ほどの損傷は無く、ダムの安全性には影響がなかった。
石淵ダムは完成後50年以上を経過してから二度の大震災を経験しているが、多少の損傷はあったものの地震による致命的な損傷は受けなかった。

## 目的
石淵ダムの目的は洪水調節、灌漑、水力発電の三つである。先述した通り石淵ダムは灌漑に対する効果が大きいために戦後直ちに着手された。その後河水統制事業を発展させた河川総合開発事業がアメリカのテネシー川流域開発公社 (TVA) を参考として日本各地で活発になり、治水だけではなく灌漑、水力発電、上水道・工業用水道供給といった利水目的を包括した大規模河川開発計画も構想されるに至った。北上川水系では1950年の国土総合開発法制定に基づき北上特定地域総合開発計画 (KVA) が1951年に閣議決定され、隣接する鳴瀬川水系を包括し岩手・宮城両県を一体とした大規模河川総合開発が行われた。石淵ダムは他の北上川五大ダムである四十四田ダム（北上川）、御所ダム（雫石川）、田瀬ダム（猿ヶ石川）、湯田ダム（和賀川）と共に北上川の治水・利水の要として重要な位置を占めている。なお、この「五大ダム」は2021年に「北上川上流総合開発ダム群」として、土木学会選奨土木遺産に選ばれる

### 洪水調節

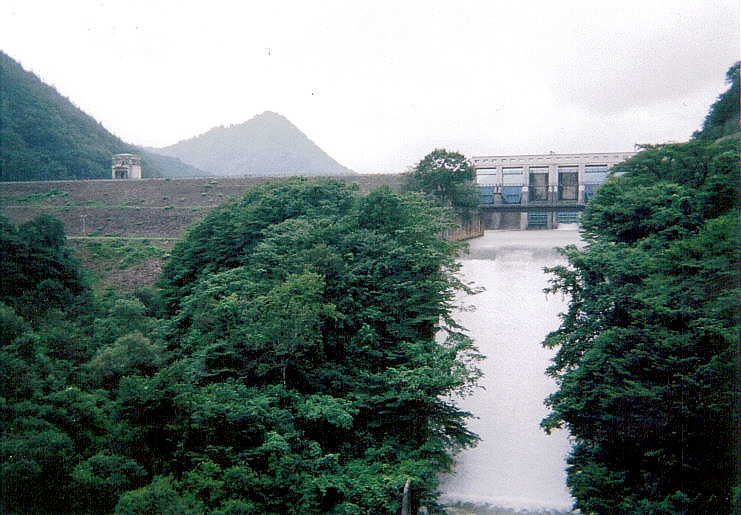
常用洪水吐きから放流を行う石淵ダム。

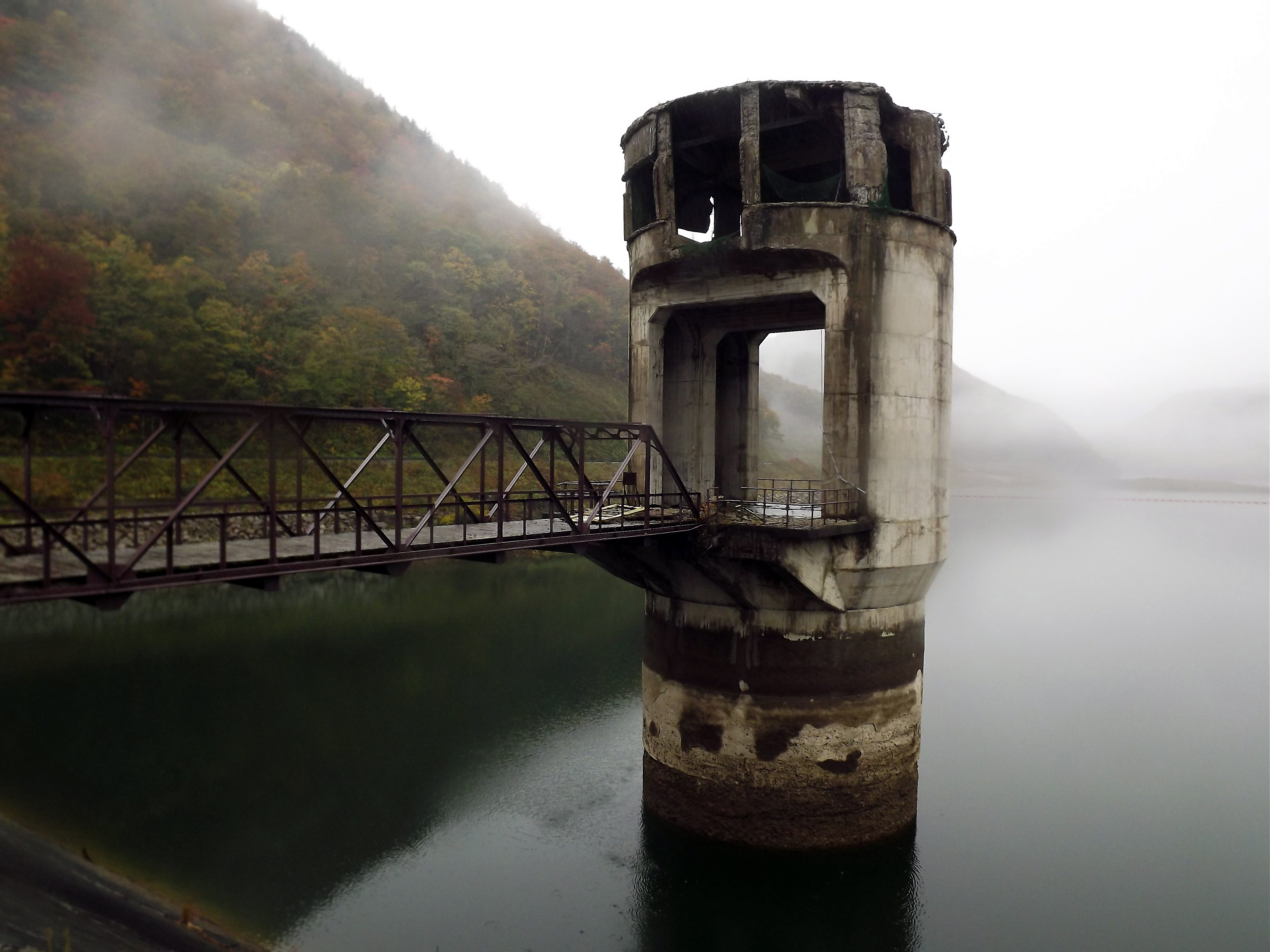
石淵ダム右岸にある排水塔。完成以降ほとんど供用されず廃墟に近い。

洪水調節については北上川上流改修計画に従いダム地点における計画高水流量を毎秒900立方メートルに定め、ダムで毎秒220立方メートルを調節し下流の流量を毎秒680立方メートルに抑制する計画であった。だが1947年9月のカスリーン台風、および1948年9月のアイオン台風という二つの台風が二年連続で北上川流域を襲い、流域は大きな被害を受けた。特にアイオン台風については一関市川賀慶地点の水位が24.35メートルにまで達し、流域全体で死者・行方不明者709人、被害家屋3万3646戸を記録し被害総額は当時の額で約127億5000万円に上る壊滅的被害となった。
カスリーン・アイオン両台風を始め当時の日本は連年台風や集中豪雨による水害が頻発し、被害額の増大が戦災から復興するための大きな阻害要因となった。内閣経済安定本部は建設省に対し日本の主要10水系を対象に新しい治水計画を検討するように指示、これに伴い北上川は主要10水系の一つに選ばれ新たな治水計画の作成を行うことになった。1949年に成立した北上川上流改訂改修計画がこれに当たり、従来の北上川上流改修計画で定めたピーク時の基本高水流量を改定したものであるが、カスリーン台風時の洪水を基準に毎秒9,000立方メートルに改め北上川五大ダムで毎秒2,000立方メートルを調節、舞川洪水調節池（後の一関遊水地）で毎秒700立方メートルを調節することで、調節後の流量を狐禅寺狭窄部の流下能力である毎秒6,300立方メートルに抑制する方針とした。
この改訂改修計画に基づき石淵ダムの洪水調節計画も改訂されることになり、計画高水流量を当初計画に比べ毎秒300立方メートル増やして毎秒1,200立方メートルとし、調節量を毎秒300立方メートルに増加させることで下流への洪水流量を毎秒900立方メートルに抑制する計画になった。石淵ダムは以降五大ダムの一角として胆沢川のみならず北上川治水に重要な役割を担っている。1959年（昭和34年）の伊勢湾台風において初めて本格的に実施されたダムの洪水調節であるが、ダム湖に流入した洪水で過去最大の流量を記録したのは1988年（昭和63年）8月29日に記録した前線と低気圧に伴う大雨による洪水であり、ダム地点では毎秒1,077.9立方メートルという計画高水流量に近い流量となった。この時ダムは毎秒675立方メートルと計画調節量の倍に当たる洪水調節を行い、下流の洪水被害を軽減している。
石淵ダムには放流を行うための洪水吐きに6門のゲートが備え付けられている。中央には通常の放流に使用する常用洪水吐きゲート（オリフィスゲート）が2門、その両脇には計画を上回る洪水時に使用される非常用洪水吐きゲート（クレストゲート）が左右各2門設置され、6門のゲートが横一列に並んでいる。ダム左岸には取水塔があるが右岸にも取水塔に似た建物がある。これはダム建設時および完成後に排水を行うための排水塔であるが、完成後使用されることはほとんどなく廃墟に近いたたずまいを見せている。

### 灌漑

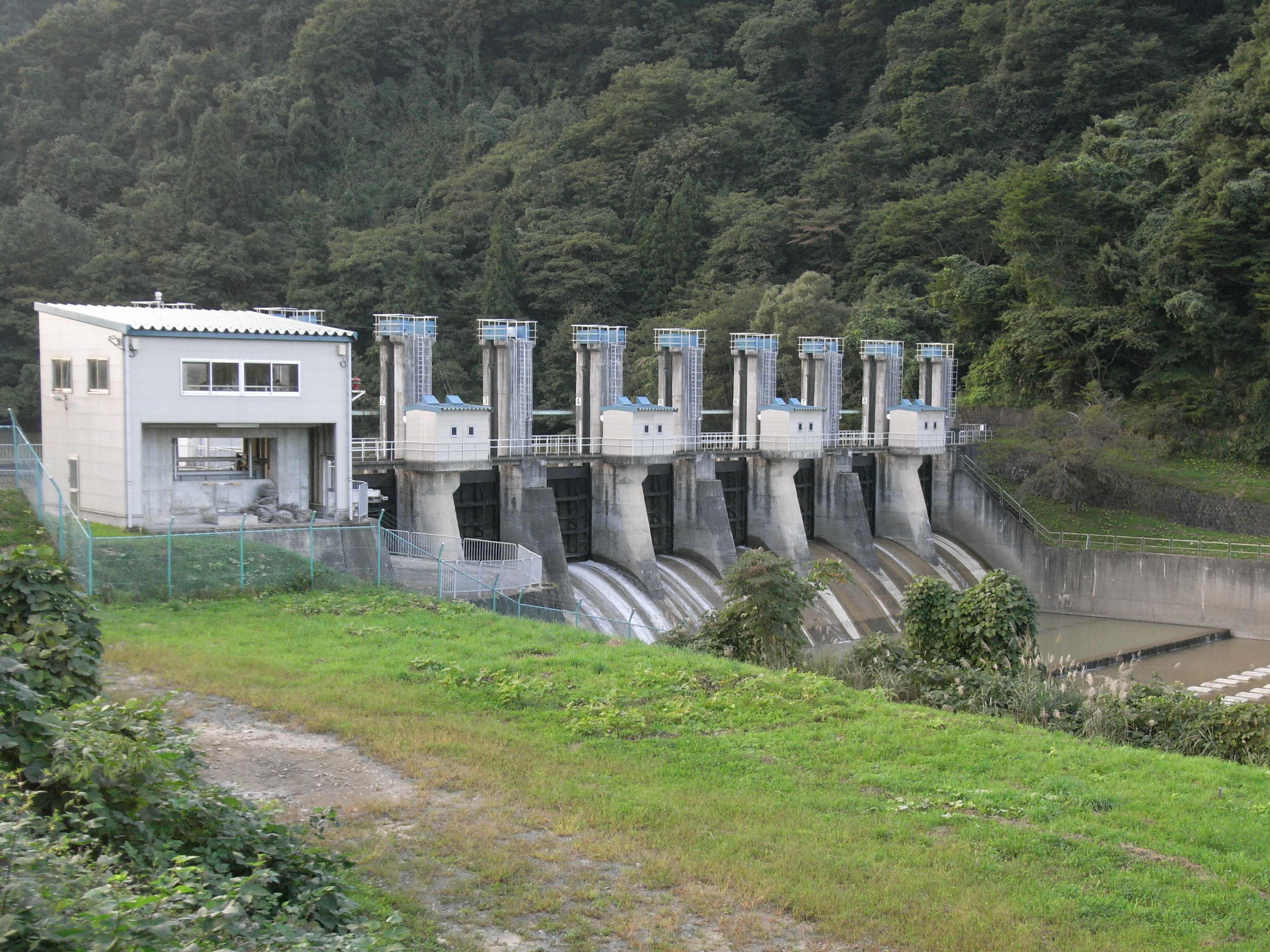
胆沢第二発電所の取水堰である若柳堰堤。ここから二方向に農業用水が胆沢扇状地へ供給される。

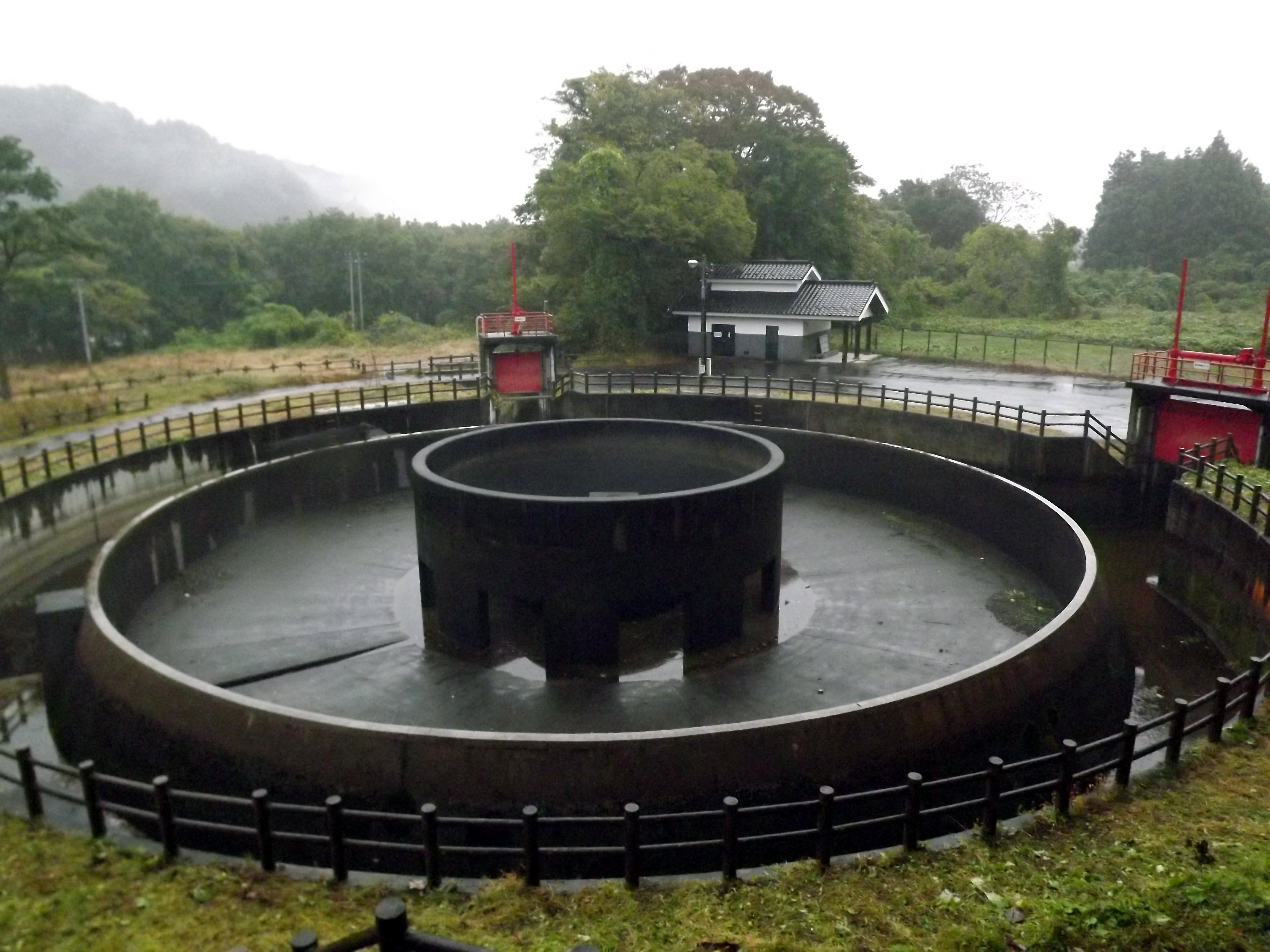
若柳堰堤からの導水を寿庵堰・茂井羅堰へ公平に分水する円筒分水工。

石淵ダムの目的で最も重視されたのが胆沢扇状地への灌漑である。日本最大級の扇状地である胆沢扇状地は古くは蝦夷の根拠地としてアテルイなどが朝廷に抵抗し、坂上田村麻呂による蝦夷征討後は胆沢城が築かれ鎮守府が移転する重要な地であった。『続日本紀』延暦8年（789年）の条に胆沢扇状地は文献上初出するが、「水と土地が豊か」という意味の「水陸萬頃（すいりくばんけい）」と表現され、豊穣の土地として認識されていた。他の扇状地に比べ堆積する土砂が比較的薄いこともあり、地下水の汲み上げが容易だったため散居集落が各所に形成され、富山県の砺波平野や島根県の出雲平野と共に「日本三大散居集落」に胆沢扇状地は挙げられている。だが基本的には扇状地であるため水の便は悪く、古くより灌漑のための努力が続けられた。
胆沢川における最古の灌漑事業は約500年前に建設された穴山堰とされ、現在の石淵ダム直下流よりトンネルを通じて扇状地上部へ水を供給する目的で建設された。次いで1570年代には北郷茂井羅（もいら）という女性が扇状地北部に農業用水を供給するため茂井羅堰という用水路を建設したと伝えられている。江戸時代に入ると胆沢扇状地は仙台藩の領地となり、仙台藩主・伊達政宗の家臣である後藤寿庵はヨーロッパの技術を用い寿庵堰という用水路の建設に着手したが、キリシタンであった寿庵は1623年（元和9年）に迫害を恐れ逃亡。遠藤大学・千田左馬が後を継いで1631年（寛永8年）に完成させ、扇状地中央部の灌漑が図られた。また扇状地南部は同じ伊達氏の家臣である蘆名盛信・重信父子が二の台堰（蘆名堰）の開削に着手。針生蘆名氏一族五代により北股川より取水する用水路を建設し扇状地南部の灌漑が図られた。この四用水路整備により胆沢扇状地は仙台藩内でも屈指の穀倉地帯となったが、旱魃になれば水の供給が滞り水争いが頻発した。このため扇状地の住民にとって安定した農業用水の供給は悲願であった。
石淵ダムは胆沢扇状地における安定した農業用水供給を目的としているが、ダムの水は大きく分けて三つのルートで扇状地へ供給される。一つはダム直下流にある穴山頭首工より取水し、旧穴山堰に相当する穴山幹線水路を介して扇状地上流部へ供給するルート。二つ目はダムから胆沢第一発電所・胆沢第二発電所（後述）経由で寿庵堰・茂井羅堰幹線水路を介して扇状地北部・中部へ供給するルート。三つ目は胆沢第二発電所の取水堰である若柳堰堤より西南部幹線水路を介して扇状地南部へ供給するルートである。この内寿庵堰・茂井羅堰へ供給するルートにはダム完成後の1957年（昭和32年）農林省による国営胆沢川農業水利事業の一環として円筒分水工が建設され、両堰に平等な用水供給を行い水争いを未然に防いでいる。石淵ダムによる灌漑受益地は奥州市胆沢区・水沢区・前沢区と胆沢郡金ケ崎町の1市1町が対象であり、灌漑面積は当初9,700ヘクタールと扇状地の約半分であったがその後田畑の減少により現在は8,498ヘクタールが灌漑の恩恵を受けている。慢性的な水不足から解放され安定した水供給が可能となり、水争いが根絶された胆沢扇状地の受益住民は報恩の意味を込め「胆沢平野小唄」という小唄の一節に石淵ダムの名を入れている。

### 水力発電

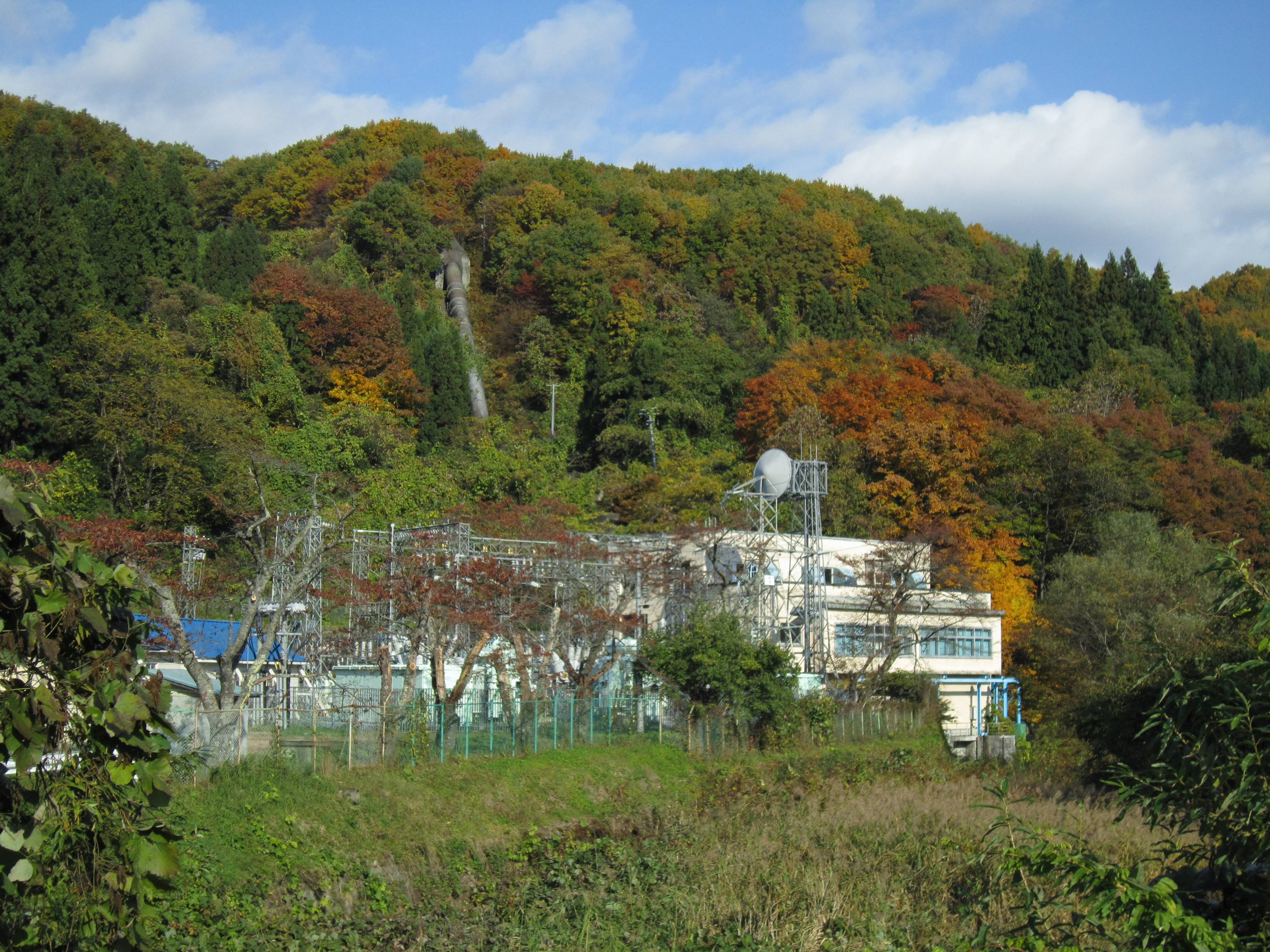
電源開発胆沢第一発電所。

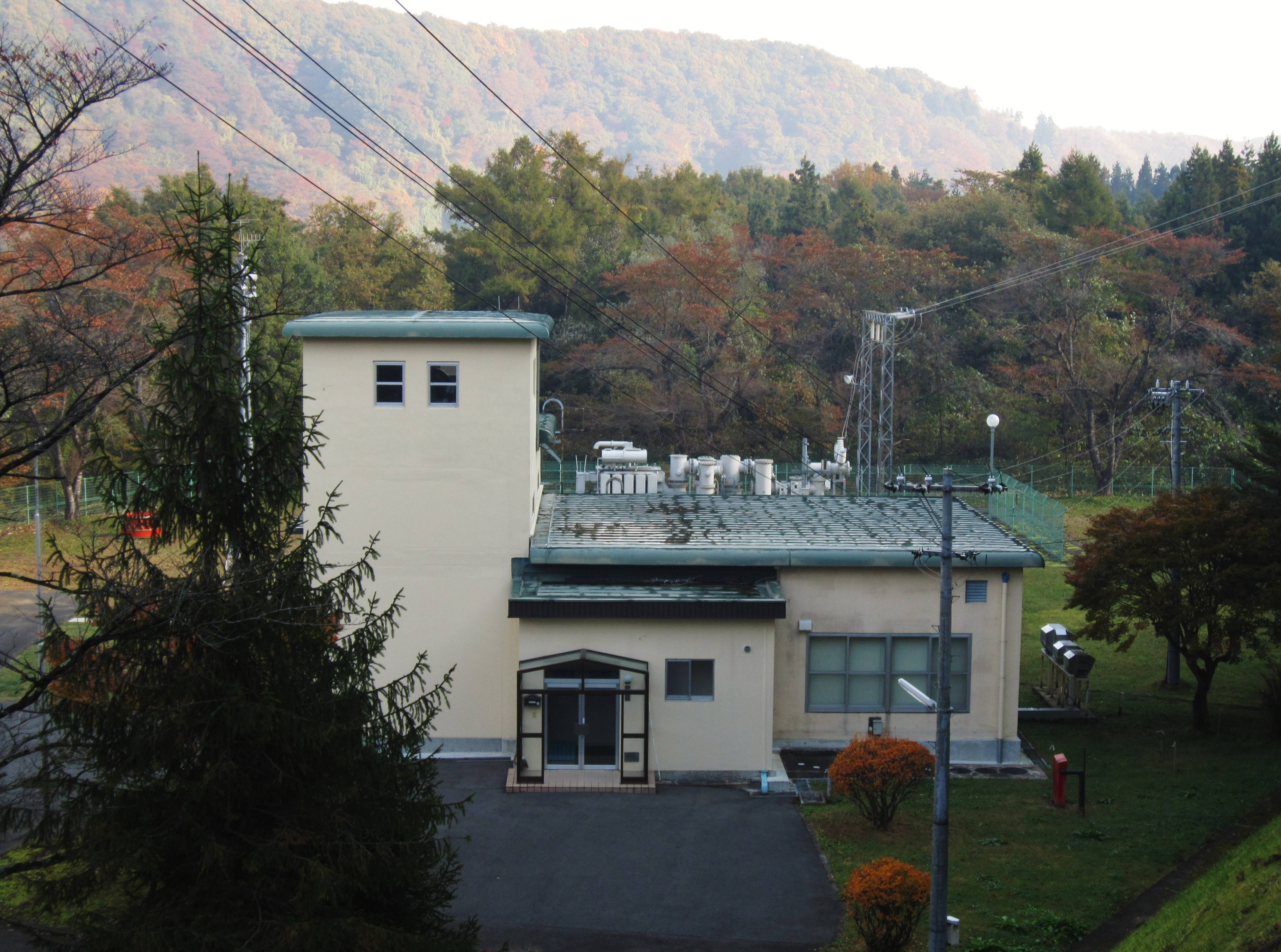
岩手県企業局胆沢第二発電所。

水力発電については、電源開発 (J-POWER) が管理する胆沢第一発電所と岩手県企業局が管理する胆沢第二発電所が建設され、両発電所合計で2万800キロワットの電力を発電している。両発電所は1951年の北上特定地域総合開発計画で北上川水系の開発に水力発電が加わったことで計画が具体化された。治水対策の遅れ、食糧不足に加え電力不足も戦後の混乱期には大きな問題となっており、空襲による発電施設の破壊や既設発電所の施設老朽化、火力発電に使用する石油・石炭の不足などに起因する電力需給バランスの崩壊は度重なる停電をもたらしていた。経済発展および治安上電力の安定供給も喫緊の課題であり、戦後日本各地の河川でダムによる水力発電開発が計画され、河川総合開発事業の一翼を担っていた。戦後の電気事業は戦時体制下で発足した日本発送電が1951年の電気事業再編成令により9電力会社に分割・民営化され、翌1952年には電源開発促進法が制定され特殊法人として電源開発が発足する。同社の根拠法である電源開発促進法の第13条第2項には電源開発が行うべき開発地点の条件が記されているが、この中の2番目に「国土の総合的な開発、利用及び保全に関し特に考慮を要する北上川その他の河川等に係る電源開発」という条目が明記されていた。また地方自治体による公営発電事業も盛んになり、岩手県は1952年1月土木部に企業局の前身となる県営発電事務局を設置して県営発電事業を開始した。
こうした経緯により電源開発と岩手県企業局は発足と同時に北上特定地域総合開発計画の水力発電事業に参画し、直ちに石淵ダムの電気事業者として胆沢第一・第二発電所の建設に取り掛かった。胆沢第一発電所は石淵ダムより全長5キロメートルのトンネルを通じて発電所建屋へ導水し、108メートルの落差で1万4600キロワットを発電するダム水路式発電所である。1954年1月に運転を開始するが、後年日本最大の一般水力発電所となる奥只見発電所を始め佐久間発電所、御母衣発電所など大規模水力発電所を擁する電源開発が手がけた最初の発電所が胆沢第一発電所であり、発電所内には第2代総裁である小坂順造の揮毫による額が飾られている。一方胆沢第二発電所は岩手県企業局が最初に手がけた発電所として1957年10月に運転を開始するが、胆沢第一発電所から放流された石淵ダムの水を下流に建設した若柳堰堤で取水して発電するもので、最大6,200キロワットを発電する水路式発電所である。発電に利用された水は円筒分水工に送られ寿庵堰・茂井羅堰に農業用水として供給されている。
電源開発はその後田瀬ダムの発電事業に参加している。また岩手県企業局は北上川五大ダムの残り三ダム（湯田・四十四田・御所）と建設中である胆沢ダムの水力発電事業、および北上特定地域総合開発計画に基づき農林省が施工した岩洞ダム（丹藤川）の水力発電事業、稗貫川の早池峰ダムや夏油川の入畑ダムといった補助多目的ダムの水力発電事業に参加している。このため岩手県内の北上川水系に建設された多目的ダムの電気事業者は電源開発と岩手県企業局が占め、東北電力は関与していない。こうした例は利根特定地域総合開発計画で利根川水系に建設された国土交通省直轄ダムや水資源機構管理ダムでも見られている。

## 胆沢ダムへの継承

### 再開発への経緯
| ダム         | 河川     | 高さ (m) | 総貯水容量 (m3) | 完成年 |
| ------------ | -------- | -------- | --------------- | ------ |
| 石淵ダム     | 胆沢川   | 53.0     | 16,150,000      | 1953年 |
| 田瀬ダム     | 猿ヶ石川 | 81.5     | 146,500,000     | 1954年 |
| 湯田ダム     | 和賀川   | 89.5     | 114,160,000     | 1964年 |
| 四十四田ダム | 北上川   | 50.0     | 47,100,000      | 1968年 |
| 御所ダム     | 雫石川   | 52.5     | 65,000,000      | 1981年 |

石淵ダムの完成により胆沢川の治水安全度は向上し、胆沢扇状地における灌漑はダム建設前に比べ飛躍的に安定した。ダムによって安定した農業用水が図られたことで胆沢扇状地における新規開墾農地面積は拡大し、特にイネの作付け面積と収穫量が増加した。しかし農地面積の拡大と収穫量の増加は次第に石淵ダムで当初予測していた供給量を超える取水量となり需給のバランスが崩れ、渇水時には再び胆沢扇状地が水不足に陥る事態が発生するようになっていった。また胆沢川は小規模な洪水が多くダムでは洪水調節のための放流が頻繁に行われており、1963年末までの最盛期には年間200 - 350回近くの放流操作が実施されていた。
こうした需給バランスの不均衡や放流操作の多さに対して受益地である地元を中心に石淵ダムを嵩（かさ）上げして治水・利水能力の増強を求める声が上がり、1967年（昭和42年）には「石淵ダム嵩上げ推進期成同盟会」が結成され石淵ダム再開発事業の実施を建設省に要望した。石淵ダムは北上川五大ダムの中では最も総貯水容量が小さく（別表）、ダム自体の能力を増強することが増え続ける水需要と治水安全度の向上に対応するためには必要と考えられたことが、会の結成に至った理由である。同盟会発足の2年後、建設省は石淵ダム再開発事業として「新石淵ダム計画」を発表し石淵ダム下流約2キロメートルに新ダムを建設するための予備調査を開始した。
しかしその後も水不足は進行し1984年（昭和59年）以降は例年のように取水制限が頻発、特に1994年（平成6年）には48日におよぶ取水制限が実施された。こうした需給バランスの崩壊は胆沢川の流量にも影響を及ぼし、供給量を上回る取水によって胆沢川は夏季になると水の流れない「枯れ川」になることがしばしばであった。石淵ダムには河川の流量を維持する水の補給目的がなく、ダム下流から20キロメートル区間が「枯れ川」となり生態系など河川環境にも影響が出るようになった。これに加え東北自動車道や東北新幹線の開通は沿線となる水沢や江刺の人口増加につながり、上水道・下水道や電力の需要も増大するという状態であった。放流操作についても最盛期よりは減少したものの1990年末までの年間平均で68回の放流を行っている。
このように石淵ダム計画時には想定されなかった治水・利水における新たな問題が歳月と共に顕在化した。水需要の増加に対応するための対策として1969年より新石淵ダム計画の調査が進められ、調査開始から14年を経た1983年（昭和58年）4月に胆沢川総合開発事業として正式な事業に採択されダムの高さを116メートルに大幅な嵩上げをする計画となり、1988年4月より建設事業に着手したが事業着手時に地元の要望を受け新石淵ダムの名称は改められ、胆沢ダムとなった。

### 水没、貯砂ダムとしての新たな役割へ

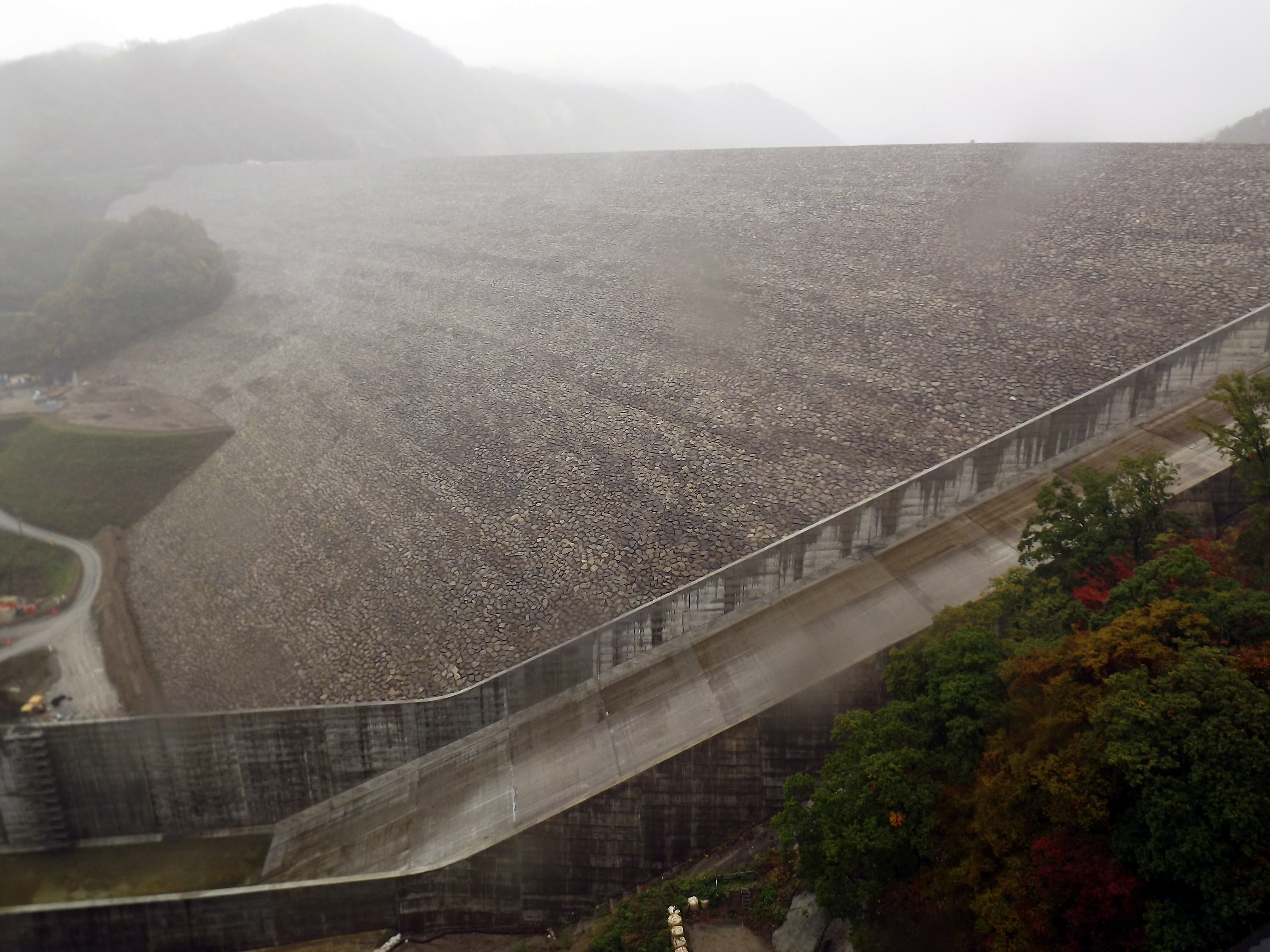
本体がほぼ完成した胆沢ダム（2011年10月）。

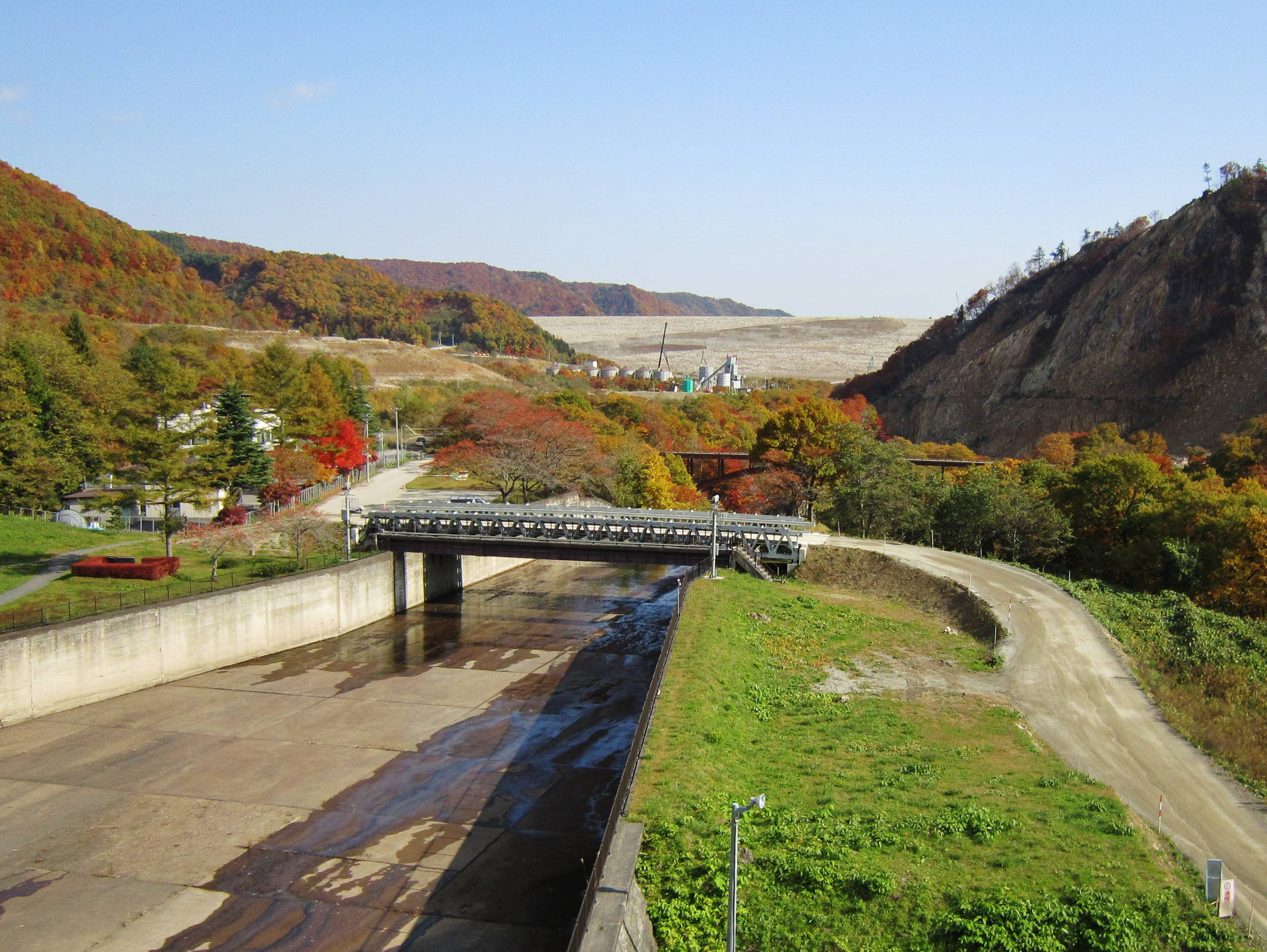
石淵ダム天端より望む胆沢ダム。

水没住民との補償交渉は長きにわたったが1992年2月に補償交渉が妥結、以降本格的な建設が開始され岩手・宮城内陸地震による被害を受けつつも2011年には本体盛り立てがほぼ終了した胆沢ダムは、洪水調節、灌漑、水力発電といった石淵ダムの目的に加えて胆沢川に安定した流量を供給して「枯れ川」を防ぎ河川生態系を保護・維持する不特定利水、および奥州市衣川区を除く四区と金ケ崎町への上水道供給という2つの目的を新たに追加した特定多目的ダム法に基づく特定多目的ダムである。その規模はダム自体、貯水池何れにおいても石淵ダムを大幅に凌駕する規模となり、東北地方最大級の多目的ダムとなる。
|          | 堤高    | 堤頂長  | 堤体積        | 総貯水容量     | 有効貯水容量   | 湛水面積 |
| -------- | ------- | ------- | ------------- | -------------- | -------------- | -------- |
| 石淵ダム | 53.0 m  | 345.0 m | 442,000 m3    | 16,150,000 m3  | 11,960,000 m3  | 108.0 ha |
| 胆沢ダム | 132.0 m | 723.0 m | 13,500,000 m3 | 143,000,000 m3 | 132,000,000 m3 | 440.0 ha |

2012年（平成24年）冬には胆沢ダムはダム本体に係る工事を終了し、試験的にダム湖に貯水を行う「試験湛水」を開始する。石淵ダムは2012年度の灌漑供給期が終了すると同時にダム管理業務を終了し、以後は洪水吐きゲートなど放流設備や管理施設などを撤去して試験湛水に備える。そして胆沢ダムに水没した後は上流からの流砂を貯留する貯砂ダムとして湖中で新たな機能を果たすようになる。また石淵ダムを取水元とする電源開発胆沢第一発電所は取水塔が水没するため、取水元を新たに胆沢ダムに変更するため現在の発電所を一旦廃止し、胆沢ダムに合わせて新しい胆沢第一発電所を建設する。出力は400キロワット減少し1万4200キロワットになる予定である。
胆沢ダムのように既存のダムを水没させてダム機能を大幅に増強させるダム再開発事業は、ダム建設地点が次第に枯渇してゆく現状において日本各地で実施されている。東北地方では1988年に青森県の浅瀬石川に建設された浅瀬石川ダムにより、日本で最初に多目的ダムとして施工された沖浦ダムが水没。また2010年（平成22年）には山形県の置賜野川に建設された長井ダムにより、山形県で最初に多目的ダムとして完成した管野ダムが、2016年（平成28年）には青森県の岩木川に建設された津軽ダムに目屋ダムが水没している。また今後水没するダムとして、岐阜県の丸山ダム（木曽川）が新丸山ダムに水没する予定となっている。

## 石淵湖

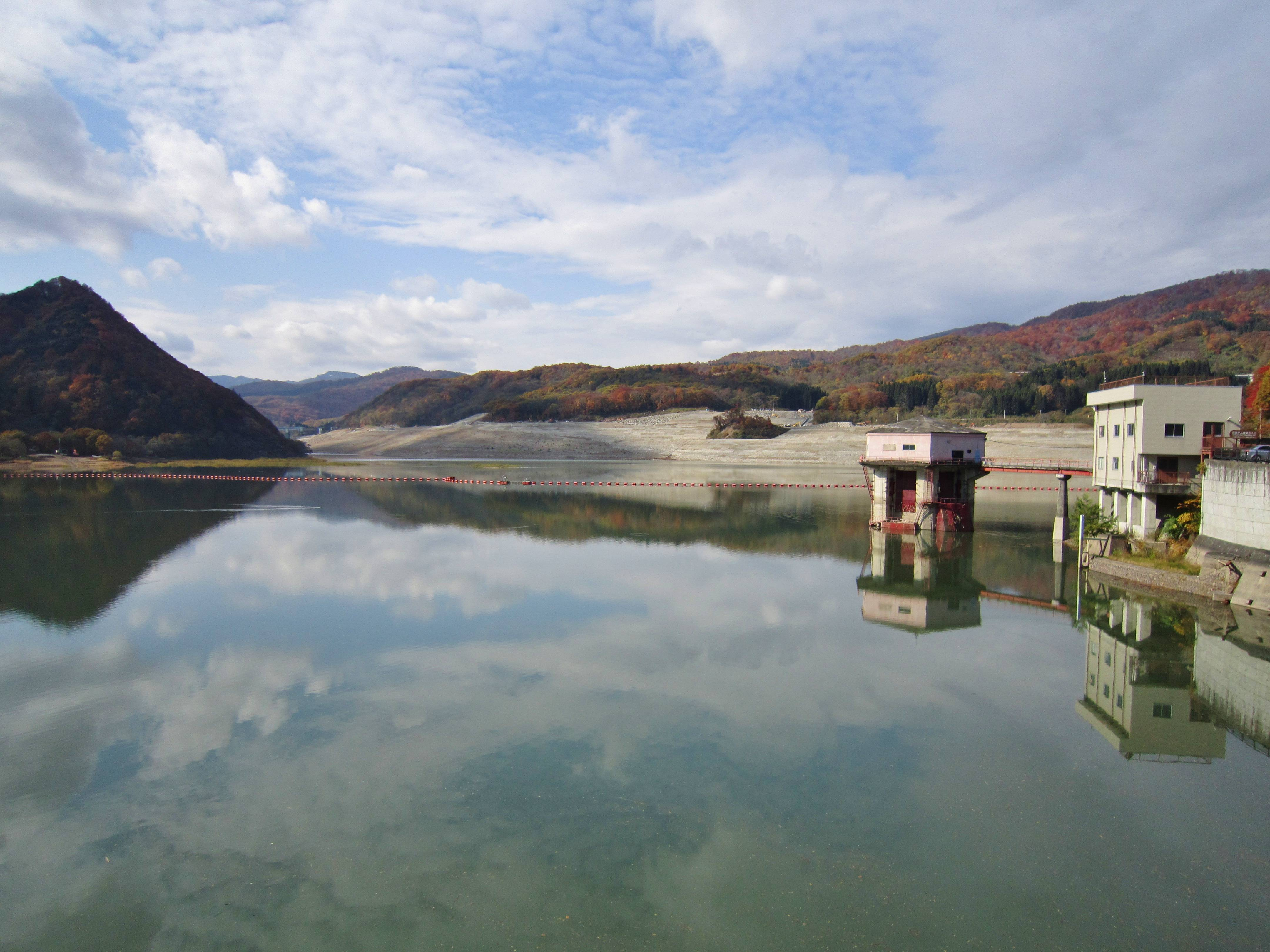
石淵湖。栗駒国定公園に指定されている。湖右岸（画面左側）奥に猿岩がある。

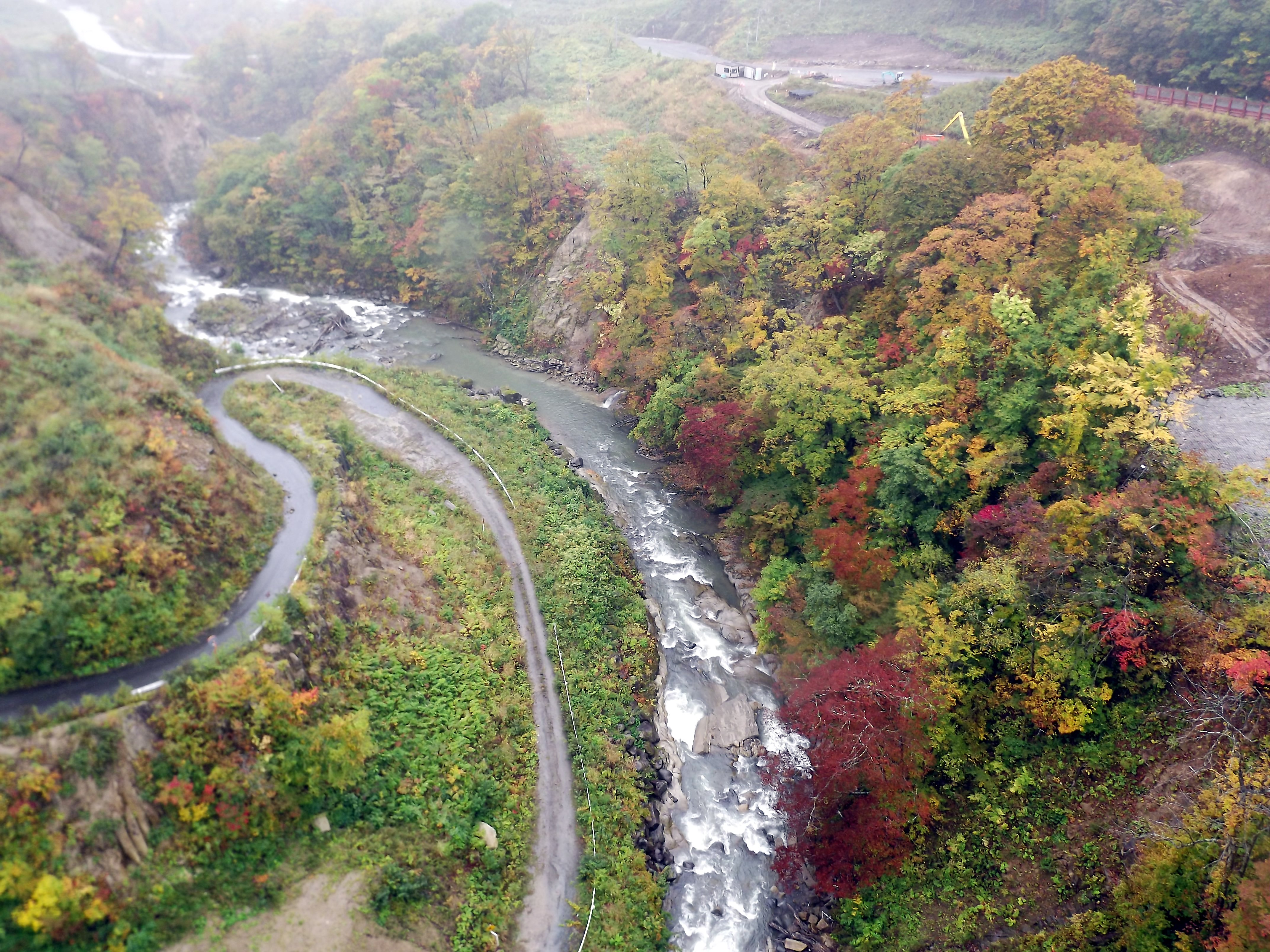
胆沢川支流尿前（しとまえ）川の尿前渓谷。胆沢ダム完成後は湖底に沈む。

ダムによって形成された人造湖は石淵湖（いしぶちこ）と命名された。栗駒山系の山々に囲まれた石淵湖は静かなたたずまいを見せている。石淵湖右岸には於呂閉志（おろへし）胆沢川神社奥宮が鎮座する猿岩があり、山頂には岩手県天然記念物に指定されたユキツバキ群落地帯がある。またダムより上流の焼石岳にもユキツバキやヒメカユウの群落があり、下流にはミズバショウ群生地帯である馬留湿地がある。猿岩は石淵ダム建設に際し原石山として火薬による発破が繰り返されたが、その後の調査で猛禽類の行動圏に含まれていることから胆沢ダム施工に際しては原石山の予定を取りやめた。石淵湖に飛来する鳥類はオオタカ、クマタカ、サシバなどの猛禽類やイワツバメ、フクロウ、カワセミのほかコハクチョウを始めとした水鳥など多種多様の鳥が飛来することが2002年（平成14年）に国土交通省の『河川水辺の国勢調査』により明らかになっている。1968年7月22日には石淵ダム・石淵湖が焼石岳などと共に栗駒国定公園の指定を受けている。
またダム下流には縄文時代前期の成立と推定される環状集落・大清水上遺跡や約500年前に建設されたと考えられている旧穴山堰の水路・隧道といった歴史的に貴重な文化遺産があるほか、ダム直下流で胆沢川に合流する尿前川には胆沢川合流点付近に発達した柱状節理によって形成された尿前渓谷といった景勝地もある。しかし尿前渓谷については胆沢ダム完成に伴い石淵ダムと共に水没する運命にある。またかつてはダム直下流右岸に尿前温泉があり、ホテルも営業していたが胆沢ダム建設に伴い現在は建物が撤去されている。

## アクセス
石淵ダムへは公共交通機関であればJR東北本線・水沢駅、または東北新幹線・水沢江刺駅が最寄となる。水沢駅からは岩手県交通バス馬留線に乗車し終点のひめかみスキー場バス停を下車すると胆沢ダム手前に到着する。そこからは徒歩またはタクシーで石淵ダムへ向かうことになる。一方自家用車の場合は東北自動車道平泉前沢インターチェンジ（東京都内・仙台市方面から）または水沢インターチェンジ（青森市・盛岡市・秋田市方面から）が最寄となり、国道4号から国道397号を横手市方面へ曲がり、直進する。胆沢ダム建設に伴う付け替え国道に入り、胆沢ダム通過後トンネルを抜けると石淵ダムの看板が見えてくるので左折し直進すると旧国道に入り、程なくダムに到着する。ダムへの立入りは洪水吐き上部までであり、ロックフィルダム部は立入禁止である。またダム直下流にはダムを下流から一望できるアーチ橋の尿前橋が架かるが、岩手・宮城内陸地震と東日本大震災の影響で崩壊の危険性があり、通行止めとなっている。このため猿岩隧道方面には進むことは出来ない。